# Patrícia Melo
Patrícia Melo Neschling (Assis, 2 de outubro de 1962) é uma escritora, roteirista, dramaturga e artista plástica brasileira, aclamada como uma das principais vozes contemporâneas da literatura no Brasil. Seus livros costumam ser associados ao gênero policial, embora a autora rejeite o rótulo, preferindo classificá-los como ficção urbana.
Estreou na literatura em 1994, com Acqua Toffana, e ganhou, em 2001, o Prêmio Jabuti de Literatura pelo romance Inferno, além de ter sido contemplada em diversas premiações internacionais. Em 1999, foi incluída pela revista Time entre os cinco melhores autores latino-americanos do novo milênio. Suas obras tiveram os direitos vendidos para Inglaterra, França, Estados Unidos, Alemanha, Itália, Espanha e China, entre outros países.
Seus livros mais recentes são Mulheres empilhadas (2019) e Menos que Um (2022).
Atualmente mora em Lugano, na Suíça, com o marido, o maestro John Neschling.

## Biografia

### Anos 1980 e 90
Nascida em Assis, cidade do interior do estado de São Paulo, caçula dos três filhos e três filhas de um dentista e uma professora de história, Patrícia Melo passa a morar na capital em 1978. Ingressa aos 18 anos na Faculdade de Letras da PUC de São Paulo, mas, aos 21, tranca os estudos com o objetivo de se tornar roteirista de cinema. Começa então a trabalhar na Rede Globo, na área de projetos educativos e no núcleo de teledramaturgia do diretor Walter George Durst, permanecendo por cinco anos na emissora.
Depois, assume o roteiro da minissérie histórica Colônia Cecília (1989), da Rede Bandeirantes. A convite do diretor Walter Avancini, muda-se para Lisboa, onde torna-se roteirista da telenovela A Banqueira do Povo (1993), produção do canal estatal português RTP.
Ainda em Lisboa, começa a escrever sua primeira obra literária, Acqua Toffana, que inicialmente surgiu como argumento para um seriado de TV. O livro, narrativa longa composta por duas novelas interligadas, seria publicado no Brasil em 1994 pela Companhia das Letras, recebendo amplo reconhecimento da imprensa especializada. Segundo a autora, as narrativas são dois tratados: um sobre o medo, outro sobre o ódio e a crueldade. Na Folha de S.Paulo, José Marcos Macedo escreveu que "dois contos aparentemente sem vínculo se entrelaçam num simpático exercício narrativo sob pontos de vista antagônicos – o de uma vítima acuada e o de um maníaco atroz, corroído pelo ódio sem justificativa. A mestria está precisamente em aderir à visão perturbada, pouco ventilada, dos protagonistas e lhe imprimir uma cadência engasgada, que mais sugere do que conclui." O título faz referência a um veneno supostamente criado por uma cosmetologista italiana chamada Giulia Tofana, amplamente usado, no século XVII, por mulheres que desejavam se livrar de maridos violentos .
Em 1995, lança o primeiro romance, O Matador, farsa violenta que tem à frente um protagonista a quem Geraldo Galvão Ferraz, no Jornal da Tarde, classificou como "um Macunaíma mortífero". Já no ano seguinte, seria traduzido para o italiano e o francês, vindo a ser contemplado com o Prix des Deux Océans, na França, e o Deutscher Krimi Preis, na Alemanha, além de indicado ao Prix Femina, um dos mais prestigiosos prêmios literários franceses. Nos Estados Unidos, o romance chega às livrarias em 1997. A Publishers Weekly celebrou a obra, afirmando que "a escrita de Patrícia Melo é direta, mas segura: seu maior triunfo é a criação de um assassino que, em certos momentos, é um homem estranha e surpreendentemente ético."
O ano de 1998 marca a estreia deTraição, seu primeiro trabalho no cinema. O filme é composto de três episódios baseados na obra de Nelson Rodrigues, sendo Patrícia a roteirista do último, "Cachorro!". Também chega às livrarias outra narrativa longa, Elogio da Mentira, uma sátira do mundo editorial sobre a qual José Onofre escreveu na revista Bravo!: "Patrícia Melo confirma que tem voz própria, numa história de amor em que não há amor".

### Anos 2000
Em 2000, já vivendo na cidade do Rio de Janeiro, Patrícia assina a peça teatral Duas Mulheres e um Cadáver, com Fernanda Torres e Débora Bloch, e apresenta o romance Inferno, que viria a vencer do Prêmio Jabuti de Literatura. O livro, que envereda pelo mundo das drogas e do tráfico para discutir a questão da exclusão social, se diferencia dos anteriores por ser narrado em terceira pessoa.
No Dicionário Crítico de Escritoras Brasileiras (1711-2001), Nelly Novaes Coelho celebra a autora e Inferno. "Dotada de uma esplêndida imaginação e ampla cultura, Patrícia Melo vem-se revelando uma Sherazade às avessas; em lugar de revelar o lado maravilhoso da aventura humana, revela o seu lado terrível. Com Inferno (Prêmio Jabuti/2001), sua arte se confirma como uma das grandes testemunhas deste nosso tempo em mutação, no qual o belo e o horrível se confundem."
A obra consolida sua carreira internacional. Mariella Frostrup, crítica literária que integrou a banca de jurados do Man Booker Prize, uma das mais importantes premiações mundiais relacionadas à literatura, listou a obra, no jornal britânico The Independent, entre os dez melhores lançamentos do ano. Já o Times Literary Supplement publicou que "Patrícia Melo revela o submundo do Brasil num clássico que quebra o círculo vicioso do crime".
Seu trabalho na tela grande é retomado em 2001, como corroteirista das adaptações dos livros O Xangô de Baker Street, de Jô Soares, e Bufo & Spallanzani, de Rubem Fonseca. Em 2003, Fonseca seria um dos responsáveis por adaptar O Matador, dando origem ao longa O Homem do Ano, com direção de José Henrique Fonseca, filho do escritor, e Murilo Benício e Cláudia Abreu à frente do elenco.
Seu romance seguinte,Valsa Negra, ambientado no mundo da música clássica, sai em 2003, ano em que se casa com o maestro John Neschling. A trama deixa de lado as mortes por assassinato, mostrando o lado perverso do amor. Em reportagem sobre o livro no jornal O Globo, Daniela Birman escreveu que "quem acompanhar Patrícia em sua valsa negra deverá se preparar para um silêncio ao final da execução, desses em que a música fica em suspenso e a plateia, em expectativa, aguarda o próximo movimento".
Ainda em 2003, chega aos palcos mais um texto de Patrícia, A Caixa, monólogo no qual a atriz e bailarina Renata Melo, irmã da autora, é dirigida por Bete Coelho.
Com Mundo Perdido, de 2006, Patrícia dá continuidade à trajetória de Máiquel, protagonista de O Matador. Para José Figueiredo, no jornal O Globo, "todas as marcas da literatura de Patrícia Melo são reconhecíveis em seu sexto romance. A linguagem bem trabalhada, ótimos diálogos, humor na hora certa, uma galeria de personagens bizarros, está tudo ali." Ele reforça ainda que "Patrícia Melo já é dona de obra respeitável".
O ano de 2006 também marcou a estreia de sua terceira peça, O Rim, produzida e estrelada por Carolina Ferraz.
Em 2008 publica Jonas, o Copromanta, que, retratando uma violência que é mais mental do que física, transforma em personagem o escritor Rubem Fonseca. No jornal O Globo, Rodrigo Fonseca afirma que a obra "atesta a evolução narrativa de uma escritora".
Patrícia retorna ao teatro com o texto de A Ordem do Mundo, de 2008, encenado pela atriz Drica Moraes e com direção de Aderbal Freire-Filho. Um ano mais tarde, fecha contrato com a editora Rocco, que passa a relançar todas as obras da autora (anteriormente publicadas pela Companhia das Letras). Em 2009, ao lado do marido, estabelece residência na cidade de Lugano, na Suíça.

### Anos 2010
O ano de 2010 marca o lançamento de seu primeiro inédito pela Rocco, Ladrão de Cadáveres, inspirando-se clássico homônimo de Robert Louis Stevenson para tratar de impunidade e perdas. A obra foi vencedora de dois prêmios na Alemanha: o LiBeraturpreis, concedido pela Feira do Livro de Frankfurt, e, pela segunda vez, o Deutscher Krimi Preis.
Estreia na narrativa curta com Escrevendo no Escuro, de 2011, que reúne dezenove contos que ampliam a variedade temática do conjunto de sua obra.
Três anos mais tarde, publica seu único trabalho a incluir na trama uma investigação criminal, Fogo-fátuo. Em O Estado de S. Paulo, Raphael Montes escreveu que "o estilo de Patrícia Melo continua seco, com frases precisas e observações perspicazes. (...) Fogo-fátuo é uma ótima aventura de estreia para a perita Azucena. Além de provar, para desespero de alguns acadêmicos, que literatura policial pode ser, antes de tudo, boa literatura."
Patrícia assina a arte da capa de Fogo-fátuo, marcando o início de seu trabalho como pintora. O lançamento da edição, em novembro de 2014, no Clube das Artes, em São Paulo, foi um misto de noite de autógrafos e exposição de arte. A autora contou que a atividade de artista plástica surgiu aos poucos, enquanto começava a escrever o romance, e acabou se tornando parte de sua rotina diária.
Já Gog Magog, de 2017, é romance que, usando o ruído como metáfora, aborda a perda da intensidade do valor da vida em nossa sociedade. Para Raphael Montes, em sua coluna no jornal O Globo, "Gog Magog é uma leitura gostosa e perturbadora, repleta de passagens memoráveis e boas sacadas".
Ainda em 2017, Patrícia Melo anunciou que uma de suas obras seria por adaptada por Guel Arraes e Bráulio Mantovani em série televisiva da Rede Globo.
Em agosto de 2019, o colunista Lauro Jardim, do jornal O Globo, noticiou que o livro seguinte sairia por outra editora, a LeYa Brasil. Publicado em outubro, em comemoração aos 25 anos da carreira de Patrícia como escritora, o romance Mulheres empilhadas, sua primeira obra de protagonismo feminino, é uma ficção com os dois pés fincados na realidade: desta vez, o tema abordado pela autora é o feminicídio no Brasil.
Patrícia discorreu sobre a gênese de Mulheres Empilhadas em entrevista ao jornal O Globo: "A (feminista americana) Diana Russell diz que vivemos uma era de terror sexista, tamanha a magnitude e intensidade da violência contra a mulher. Quando recebi convite da editora para este romance, perguntaram se eu queria escrever algo sobre a realidade da mulher brasileira. Minha escrita sempre foi muito calcada na realidade do país. O Brasil ocupa o quinto lugar no ranking de países mais feminicidas, e essa parecia uma realidade que se poderia usar numa ficção."
Em outra entrevista, discorreu sobre o processo de pesquisa e escrita de Mulheres Empilhadas: "O Mulheres empilhadas foi um projeto todo diferente. Eu geralmente faço as minhas pesquisas sozinha, dedicando uma parte grande da preparação do livro à pesquisa. Nesse caso, morando aqui na Suíça, fiz uma coisa que nunca tinha feito antes. Contratei uma jornalista-pesquisadora. Na verdade, não fui eu que a contratei, mas a minha editora, Leya. Convidamos a Emily Sasson Cohen, jornalista e feminista, uma pessoa admirável, que foi os “meus olhos” e “meus ouvidos” nessa pesquisa. Ela foi a campo, no Acre. Eu, evidentemente, pautei toda essa pesquisa, fiz um projeto, desde a decisão de situar a história em Cruzeiro do Sul, no Acre. Depois de definidos os primeiros passos, pedi que a Emily fosse para o Acre com questões muito pontuais para ela observar e pesquisar. Foi realmente uma imersão o que fizemos". 
Em artigo publicado no Valor Econômico em janeiro de 2020, a também romancista Tatiana Salem Levy escreveu: "Há uma clara guinada na literatura de Patrícia Melo neste livro, quando ela transita do masculino para o feminino. Guinada que não põe em questão a qualidade do que ela fez antes, mas que mostra como um escritor muda e se deixa tocar pelo seu tempo. (...) A boa literatura transforma a dor em força, a morte em vida. Portanto, embora começar o ano com a notícia de mais feminicídios seja triste, é alegre iniciá-lo com uma voz potente, e com o sentimento de que, neste novo ano, continuaremos a falar ."
Mulheres Empilhadas foi listado pelo Buzzfeed entre os dez melhores livros nacionais da década.

### Anos 2020
Entre maio e junho de 2020, durante o período de isolamento social provocado pela epidemia da Covid-19, Patrícia Melo participou de uma série de quatro lives transmitidas pela editora LeYa Brasil no YouTube. Em conversas com a também escritora Andréa Pachá e a editora Leila Name, os encontros trataram dos temas "O exercício da nossa humanidade. O que será e o que seremos amanhã?", "A pandemia, o #FiqueEmCasa e a violência contra a mulher", "O que fazemos com o nosso tempo agora?" e "A importância da liderança feminina hoje ".
Seu novo romance, Menos que Um, foi anunciado pela LeYa Brasil para maio de 2022. Segundo texto publicado no site da editora, o livro narra, "numa narrativa caleidoscópica, as inúmeras batalhas cotidianas, de sobrevivência, de uma vasta gama de personagens – camelôs, flanelinhas, desempregados, bêbados, ladrões, cracudos e catadores, gente que tem como destino inevitável o fato de, por força das circunstâncias, ter que viver nas ruas".

## Literatura

### Estilo e temáticas
Embora venha desde a estreia sendo classificada como autora de obras policiais, Patrícia Melo sempre rejeitou o rótulo, já que, à exceção de Fogo-fátuo, não estão presentes em suas narrativas elementos clássicos do gênero, como detetives, mistérios e todo um processo dedutivo em que o autor leva o leitor a tentar descobrir o assassino. "Existem escolas do romance policial, com vertentes bem desenhadas. Nunca me considerei uma escritora de romance noir", afirmou à Folha de S.Paulo em 2014. À revista IstoÉ, em 1994, disse que usa o crime "para entender a alma humana".
"A voz narrativa de Patrícia Melo é forte", escreveu Cadão Volpato em artigo na revista Serafina, da Folha de S.Paulo. "Patrícia não leva o leitor pela mão. Ela o empurra para dentro de seus livros, de forma tão irremediável que fica difícil esquecê-los. Ela possui essa aptidão de transformar os impulsos mais violentos da alma humana em sensações de estranhamento familiares. Parece que tudo está escondido no nossa caverna escura – a compulsão pelo mal, a violência explosiva. Frase a frase, ela nos devolve essa assustadora humanidade."
Para Bernardo Ajzenberg, "Patrícia escreve por flashes, de modo vertiginoso. Falações, raciocínios e detalhes de ambiente ou ação misturam-se como num caleidoscópio."
Patrícia, no entanto, diz jamais ter buscado um estilo. "O estilo é a morte do escritor. A partir do momento que você sente que há um perigo de estilo, há também um perigo artístico." Para ela, seu estilo seria uma simples consequência da temática, o único elemento que acredita se manter constante em sua literatura: a ideia de finitude, mortalidade, perda de valores e de expectativas, a injustiça social. "Eu tenho uma dificuldade tremenda em aceitar a idéia da morte. Acho que de uma certa maneira esse sempre foi meu veículo na literatura. A morte é uma roda da literatura, uma coisa que faz ela caminhar, assim como o amor", afirmou.
Todas essas questões confluem na violência urbana. Em 2018, disse à Rádio França Internacional: “A violência, da maneira como ela sempre foi vivida no Brasil, desde a colonização até a ditadura e o processo de redemocratização, é constitutiva da cultura brasileira. (...) A violência é um elemento constitutivo do nosso etos. O meu interesse é esse: você não pode entender o Brasil hoje sem entender a nossa violência, a histórica e a atual.”
Nesse contexto, os livros de Patrícia Melo, geralmente narrados em primeira pessoa, costumam se apoiar numa representação social do Brasil a partir da década de 1990, cujos elementos fundamentais podem ser identificados em O Matador. O romance conta a história de Máiquel, um jovem da periferia de São Paulo que, ao se tornar assassino profissional, ganha a simpatia dos vizinhos e até mesmo da polícia. O ambiente violento combina-se a uma escrita que, aberta ao coloquialismo, mistura referências discursivas da publicidade, das manchetes jornalísticas, do cinema e do rap, com uso frequente do humor. Dessa forma, Patrícia pode ser inserida no panorama da literatura brasileira atual, onde as chamadas "narrativas da violência" são compartilhadas por vozes literárias tão diversas quanto as de Paulo Lins, Marçal Aquino, Fernando Bonassi, Luiz Ruffato, André Sant'Anna, Joca Reiners Terron e outros nomes da chamada "Geração 90".

### Ficção urbana
Patrícia Melo é tida como herdeira da ficção brasileira urbana surgida na década de 1960, sendo frequentemente apontada como discípula do escritor Rubem Fonseca. Para ela, Fonseca "é uma referência obrigatória para os escritores da minha geração. Foi o primeiro a ler meu livro e é um grande incentivador de novos escritores", disse numa entrevista à TVE em novembro de 1996. Em 2003, o jornal O Globo publicou depoimento de Patrícia: "Eu posso dizer que decidi me tornar escritora quando, aos 15 anos, li O Caso Morel, de Rubem Fonseca."
Na análise da Enciclopédia Itaú Cultural, "é visível a influência do autor de Os Prisioneiros (1963) e Feliz Ano Novo (1975) sobre os textos de Patrícia Melo. Aparece na construção dos enredos, na composição das personagens e no estilo de escrita da autora. Esse jogo de intertextualidade atinge o ápice em Jonas, o Copromanta, em que Rubem Fonseca é uma das obsessões do narrador."
A autora, embora jamais negue a admiração pelo trabalho do escritor, considera a comparação reducionista. Participando da edição de 2010 da Festa Literária Internacional de Paraty (Flip), quando lançou Ladrão de Cadáveres, foi mais uma vez perguntada sobre a influência de Fonseca, respondendo em tom de desabafo. “Infelizmente, a crítica literária no Brasil ainda é muito simplista, muito pobre, muito pouco técnica. Falta até compreensão da vida literária no Brasil. O Rubem foi pai da escola da literatura urbana, que mostra essa mundo caótico e violento, esses personagens perturbados, a vida na grande cidade. Ele fez isso nos anos 60, num momento em que quase toda a nossa literatura era regional. É lógico que nesse sentido o Rubem é uma referência importante, mas este é meu oitavo livro! Construí meu caminho, minha dicção própria”, disse.
Por sua vez, Rubem Fonseca, entusiasta da obra da autora, já teria alegado não considerar o texto de Patrícia influenciado pelo seu. O escritor Raphael Montes tem opinião semelhante: "Patrícia Melo é muito mais do que a versão feminina do Rubem Fonseca; em seus livros, confirmou ter voz própria, distinta de tudo o que há na literatura brasileira", escreveu, em sua coluna no jornal O Globo em fevereiro de 2016.

### Processo criativo
Patrícia Melo afirma que seu impulso para escrever vem da observação da realidade, acima de tudo daquilo que não é capaz de aceitar ou mesmo entender.
Costuma trabalhar entre dois e três anos em cada livro, estudando seus temas, realizando pesquisas sólidas e escrevendo entre seis e oito horas por dia. A criação de seus romances é geralmente estruturada em etapas: primeiro, a fase da pesquisa; depois, o que chama de "mergulho literário". Acredita, no entanto, que a pesquisa pode se tornar um empecilho para o escritor, seja por se alongar interminavelmente ou até mesmo por se tornar maior que o próprio tema ficcional. “A pesquisa não pode ser maior do que a fabulação, do que a imaginação. Literatura é fantasia, fabulação, hipótese. Então, a pesquisa serve como um tecido para que você possa construir essa hipótese. Mas você não pode deixar esse tecido se tornar mais vistoso do que a própria estrutura do romance. A boa pesquisa é aquela que você não percebe. Você lê, sabe que deve ter havido uma pesquisa, mas ela está tão dissolvida na trama, na construção, que você lê, mas não a vê”, revelou em 2018 à Rádio França Internacional.
Além da pesquisa, a autora tem o hábito de preencher páginas de diversos cadernos com anotações, delineando o início e o fim da narrativa antes de efetivamente iniciar a escrita. Redige diversas versões antes de chegar ao formato final, considerando o texto pronto apenas quando consegue lê-lo em voz alta sem que a leitura incomode seus ouvidos. As primeiras trinta páginas de O Matador foram reescritas sete vezes, enquanto Gog Magog teve dezoito versões, sem contar as alterações que a Patrícia fez já durante o processo de edição do livro.
A criação de Mulheres Empilhadas, por outro lado, se deu de maneira distinta, comparável apenas à gênese do primeiro livro, Acqua Toffana: foi, nas palavras da autora, "escrito num jorro", em meio a um processo "muito rápido, muito intenso e muito diferente do de Gog Magog, que praticamente veio em gotas".
Já afirmou considerar a rotina de escritora solitária, chegando a citar Georges Simenon, para quem a literatura é "uma vocação para a infelicidade". À Folha de S.Paulo, em setembro de 1995, declarou: "Vejo o Jô Soares falando que ele se diverte muito escrevendo. Isso é uma benção dos céus, porque a minha relação com a literatura é uma relação de puro sofrimento."

### Leituras e referências
Um de seus livros favoritos é O Estrangeiro, de Albert Camus, que abordou em depoimento de 2017 ao Canal Curta, na qual também menciona Fiódor Dostoiévski, Vladimir Nabokov e William Shakespeare, além de, respectivamente, seus personagens Meursault, Raskolnikov, Lolita e Hamlet. "São personagens que passam a ser tão importantes na sua vida quanto pessoas da sua família. Você não se esquece jamais da Lolita, você não se esquece jamais do Meursault".
Em reportagem realizada na residência da autora em 1996, a Folha de S.Paulo revelou a "pilha de livros que a escritora-roteirista mantém junto a seus pés, 'como cachorros', para consultar a qualquer hora", assinados por nomes como Charles Dickens, Edgar Allan Poe, Raymond Chandler, Dashiel Hammett, Dostoiévski, Émile Zola, Camus, Wilkie Collins, Émile Gaborio, W. R. Burnett, G.K. Chesterton e Donna Tartt. Louis-Ferdinand Céline, James Joyce e Machado de Assis também já foram listados entre seus preferidos.
Em 2010, ao site Saraiva Conteúdo, Patrícia disse que naquele momento a leitura de autores israelenses era a força motriz de sua literatura, mencionando Aharon Appelfeld e David Grossman.
Dois anos mais tarde, ao jornal literário Rascunho, contou que seu atual escritor de cabeceira era Thomas Bernhard, cuja literatura considera "pedra e aço". Em 2017, ao mesmo veículo, enumerou alguns autores contemporâneos que admira: J. M. Coetzee, Amós Oz, Don DeLillo e os brasileiros Bernardo Carvalho, Carola Saavedra, Adriana Lisboa, Cristovão Tezza e Bruna Beber. Disse também ter lido com grande prazer o então recém-lançado livro de estreia de Geovani Martins, O sol na cabeça.

## Televisão, cinema e teatro
Os roteiros foram o ponto de partida da carreira de Patrícia, inicialmente para telecursos de programas como Globo Ciência e Globo Informática, da Rede Globo, em 1985. Foram quase cinco anos fazendo o que chamou um "superexercício" com temas educativos antes de partir para a ficção. Depois, com Carlos Nascibeni, assinou o roteiro da minissérie histórica Colônia Cecília (1989), na Rede Bandeirantes. O trabalho seguinte, ao lado de Walter Avancini, foi a sinopse para uma telenovela sobre Anita Garibaldi, que não chegou a ser produzida. Ainda com Avancini, escreveu em Portugal a A Banqueira do Povo, telenovela do canal RTP que conquistou 70% da audiência do horário nobre.
Patrícia conta ter sido atraída para a televisão por ser amante do cinema e sempre desejado atuar no mercado audiovisual, como roteirista ou mesmo diretora. No cinema, seu primeiro trabalho só aconteceu após a consagração como escritora, com o roteiro de um segmento do filme Traição, "Cachorro!", dirigido por José Henrique Fonseca, que foi seguido pelos longas O Xangô de Baker Street, de José Faria Jr., e Bufo & Spallanzani, de Flávio R. Tambellini, sempre vertendo obras literárias (respectivamente de Nelson Rodrigues, Jô Soares e Rubem Fonseca) em roteiros cinematográficos. Está ainda envolvida num projeto de outra versão de Fonseca para as telas, O Caso Morel, da cineasta Suzana Amaral anunciado em 1996 e retomado em 2018. Teve ainda um romance adaptado à tela grande: O Matador, que, com roteiro de Rubem Fonseca e também dirigido por José Henrique Fonseca, filho de Rubem, recebeu o título de O Homem do Ano.
Em entrevista ao jornal Folha de S.Paulo em junho de 1996, afirmou gostar de se revezar entre literatura, TV e cinema. "Sempre quis trabalhar com cinema e televisão. Nunca pensei em literatura. Mas cinema e TV dependem de muita gente, e nos livros os personagens trabalham para você, de graça. Quando escrevi Acqua Toffana, estava cansada de TV, produção, casting, viabilidade. O autor de televisão, cinema ou teatro tem de criar levando todas essas coisas em consideração. Pode ser desgastante assim como a solidão pode ser desgastante para o escritor. O ideal mesmo é intercalar as duas coisas: cinema e TV com literatura."
Em dezembro 2014, no entanto, disse estar sem ânimo para trabalhar com cinema e TV, considerando a literatura sua verdadeira linguagem. Contou também que voltaria ao teatro. Ao jornal A Tarde, comentou: "Me falta paciência para escrever para TV e cinema, são processos longos demais, longos demais mesmo. Ficar sete anos num processo cinematográfico, escrevendo e reescrevendo o roteiro, embora eu adore cinema, é algo que não consigo mais. (...) Entre meus projetos futuros, está o de editar todas as minhas peças em um livro, algumas inéditas. Mas, olha, a literatura é que é a minha praia, é onde eu sei me movimentar melhor, onde eu nado de braçada, aquilo que realmente gosto de fazer. A literatura é que é realmente a minha linguagem."
Na dramaturgia, além de ser autora de quatro textos escritos especialmente para os palcos (Duas Mulheres e um Cadáver, A Caixa, O Rim e A Ordem do Mundo), já adaptou obras literárias de Thomas Bernhard e Marguerite Duras. Uma das novelas Acqua Toffana, também ganhou versão teatral por Pedro Brício e Dani Barros em 2008. Em 1994, referente ao então ainda inédito texto de Duas Mulheres e um Crime, Antônio Abujamra exaltou o trabalho de Patrícia ao jornal O Globo: "É uma dramaturga maravilhosa, escreve como poucos. Marquem este nome, pois será o maior da nossa dramaturgia."

## Obras

### Literatura
- Acqua Toffana (romance, 1994)
- O Matador (romance, 1995)
- Elogio da Mentira (romance, 1998)
- Inferno (romance, 2000)
- Valsa Negra (romance, 2003)
- Mundo Perdido (romance, 2006)
- Jonas, o Copromanta (romance, 2008)
- Ladrão de Cadáveres (romance, 2010)
- Escrevendo no Escuro (contos, 2011)
- Fogo-fátuo (romance, 2014)
- Gog Magog (romance, 2017)
- Mulheres Empilhadas (romance, 2019)
- Menos que Um (romance, 2022)

### Teatro
- Duas Mulheres e um Cadáver (2000)
- A Caixa (2003)
- O Rim (2006)
- A Ordem do Mundo (2008)

### Cinema
- Traição (1998) – roteiro do segmento "Cachorro!"
- Bufo & Spallanzani (2001) – roteiro
- O Xangô de Baker Street (2001) – roteiro
- O Homem do Ano (2003) – baseado no livro O Matador

### Televisão
- Colônia Cecília (1989; minissérie) – roteiro
- A Banqueira do Povo (1993; telenovela) – roteiro

## Prêmios[18][41]
| Ano  | Prêmiação             | Categoria            | País     | Obra                | Condição |
| ---- | --------------------- | -------------------- | -------- | ------------------- | -------- |
| 1996 | Prix des Deux Océans  | –                    | França   | O Matador           | Vencedor |
| 1996 | Prix Femina           | –                    | França   | O Matador           | Indicado |
| 1998 | Deutscher Krimi-Preis | Thriller Estrangeiro | Alemanha | O Matador           | Vencedor |
| 2000 | Prêmio Jabuti         | Romance              | Brasil   | Inferno             | Vencedor |
| 2013 | LiBeraturpreis        | –                    | Alemanha | Ladrão de Cadáveres | Vencedor |
| 2014 | Deutscher Krimi-Preis | Thriller Estrangeiro | Alemanha | Ladrão de Cadáveres | Vencedor |